# Skärhamn
Skärhamn ist ein Ort (tätort) in der westschwedischen Provinz Västra Götalands län und der historischen Provinz Bohuslän. Der Ort liegt auf der Insel Tjörn und ist Hauptort der gleichnamigen Gemeinde.

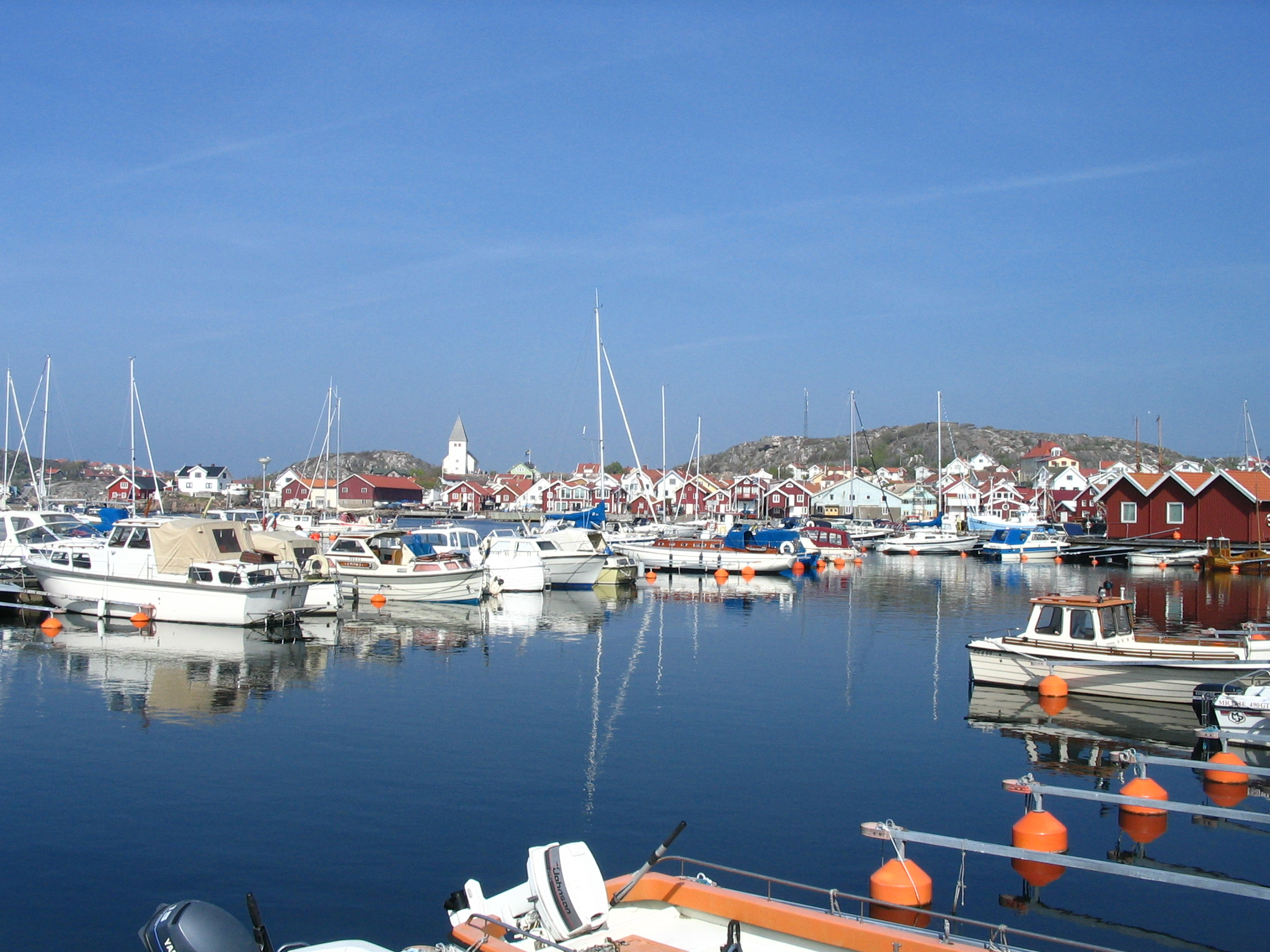
Skärhamn
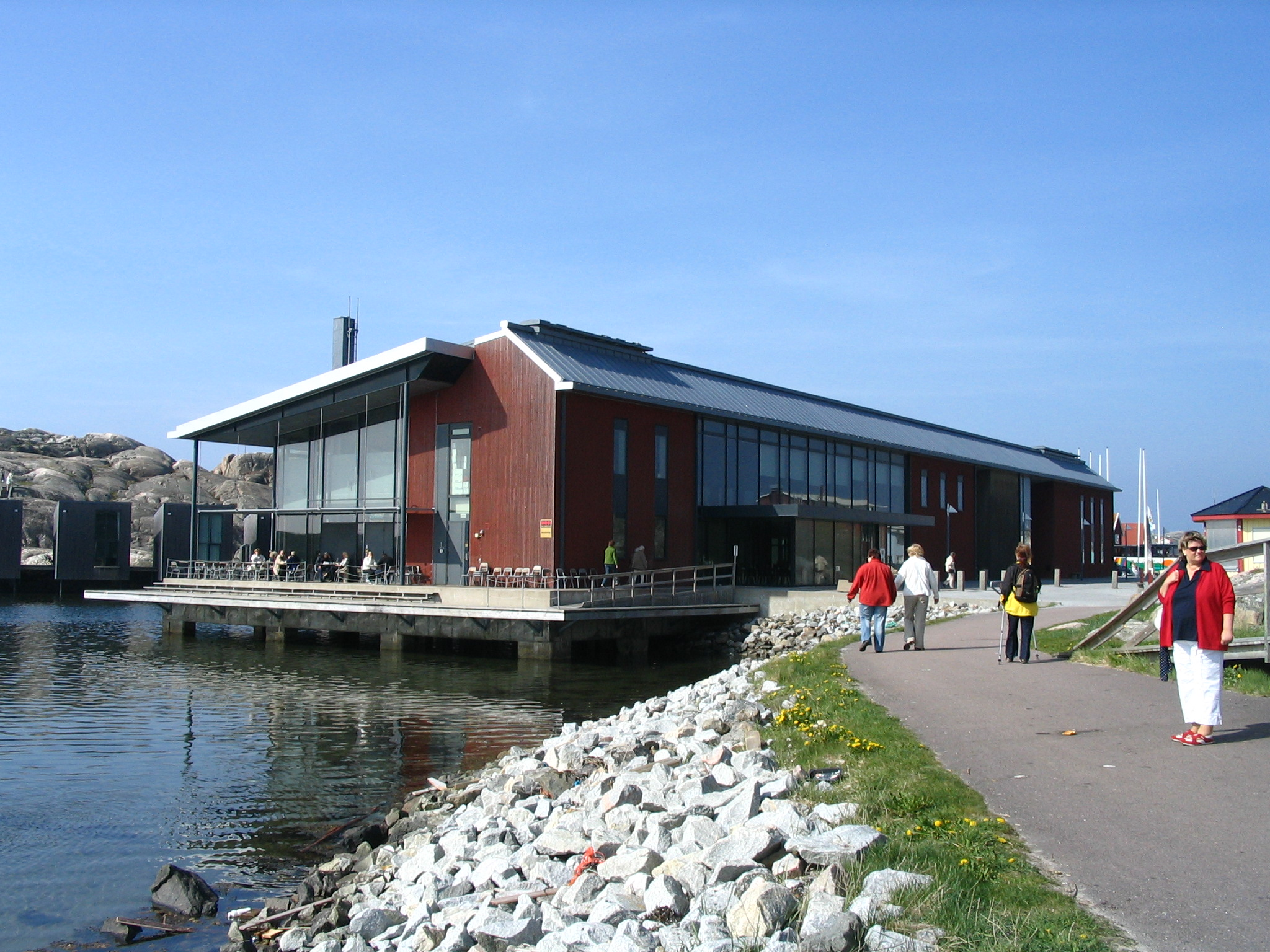
Aquarellmuseum Skärhamn

## Tourismus
Neben einer Marina beherbergt Skärhamn das Nordische Aquarellmuseum (Nordiska akvarellmuseet).